# Agrostis lacunis
Agrostis lacunis är en gräsart som beskrevs av Dennis Ivor Morris. Agrostis lacunis ingår i släktet ven, och familjen gräs.
Artens utbredningsområde är Tasmanien. Inga underarter finns listade i Catalogue of Life.